# Grande Prêmio da Argentina de 2018 (MotoGP)
O Grande Prêmio da MotoGP da Argentina de 2018 ocorreu em 08 de abril.

## Resultados

### Classificação MotoGP
| Pos | Piloto            | Equipe                      | Moto    | Tempo     | Pontos |
| --- | ----------------- | --------------------------- | ------- | --------- | ------ |
| 1   | Cal Crutchlow     | LCR Honda CASTROL           | Honda   | 40'36.342 | 25     |
| 2   | Johann Zarco      | Monster Yamaha Tech 3       | Yamaha  | +0.251    | 20     |
| 3   | Alex Rins         | Team SUZUKI ECSTAR          | Suzuki  | +2.501    | 16     |
| 4   | Jack Miller       | Alma Pramac Racing          | Ducati  | +4.390    | 13     |
| 5   | Maverick Viñales  | Movistar Yamaha MotoGP      | Yamaha  | +14.941   | 11     |
| 6   | Andrea Dovizioso  | Ducati Team                 | Ducati  | +22.533   | 10     |
| 7   | Tito Rabat        | Reale Avintia Racing        | Ducati  | +23.026   | 9      |
| 8   | Andrea Iannone    | Team SUZUKI ECSTAR          | Suzuki  | +23.921   | 8      |
| 9   | Hafizh Syahrin    | Monster Yamaha Tech 3       | Yamaha  | +24.311   | 7      |
| 10  | Danilo Petrucci   | Alma Pramac Racing          | Ducati  | +26.003   | 6      |
| 11  | Pol Espargaro     | Red Bull KTM Factory Racing | KTM     | +31.022   | 5      |
| 12  | Scott Redding     | Aprilia Racing Team Gresini | Aprilia | +31.891   | 4      |
| 13  | Takaaki Nakagami  | LCR Honda IDEMITSU          | Honda   | +32.452   | 3      |
| 14  | Franco Morbidelli | EG 0,0 Marc VDS             | Honda   | +42.061   | 2      |
| 15  | Jorge Lorenzo     | Ducati Team                 | Ducati  | +42.274   | 1      |
| 16  | Alvaro Bautista   | Angel Nieto Team            | Ducati  | +42.625   | 0      |
| 17  | Thomas Luthi      | EG 0,0 Marc VDS             | Honda   | +43.350   | 0      |
| 18  | Marc Marquez      | Repsol Honda Team           | Honda   | +43.860   | 0      |
| 19  | Valentino Rossi   | Movistar Yamaha MotoGP      | Yamaha  | +52.082   | 0      |
| 20  | Karel Abraham     | Angel Nieto Team            | Ducati  | +1'03.944 | 0      |
| 21  | Xavier Simeon     | Reale Avintia Racing        | Ducati  | +1'10.144 | 0      |

### Classificação Moto2
| Pos | Piloto              | Equipe                         | Moto     | Tempo     | Pontos |
| --- | ------------------- | ------------------------------ | -------- | --------- | ------ |
| 1   | Mattia Pasini       | Italtrans Racing Team          | Kalex    | 40'37.538 | 25     |
| 2   | Xavi Vierge         | Dynavolt Intact GP             | Kalex    | +0.850    | 20     |
| 3   | Miguel Oliveira     | Red Bull KTM Ajo               | KTM      | +1.414    | 16     |
| 4   | Lorenzo Baldassarri | Pons HP40                      | Kalex    | +5.178    | 13     |
| 5   | Alex Marquez        | EG 0,0 Marc VDS                | Kalex    | +5.431    | 11     |
| 6   | Remy Gardner        | Tech 3 Racing                  | Tech 3   | +10.425   | 10     |
| 7   | Joan Mir            | EG 0,0 Marc VDS                | Kalex    | +13.379   | 9      |
| 8   | Dominique Aegerter  | Kiefer Racing                  | KTM      | +13.460   | 8      |
| 9   | Francesco Bagnaia   | SKY Racing Team VR46           | Kalex    | +22.038   | 7      |
| 10  | Marcel Schrotter    | Dynavolt Intact GP             | Kalex    | +22.867   | 6      |
| 11  | Iker Lecuona        | Swiss Innovative Investors     | KTM      | +24.102   | 5      |
| 12  | Danny Kent          | MB Conveyors - Speed Up Racing | Speed Up | +25.972   | 4      |
| 13  | Sam Lowes           | Swiss Innovative Investors     | KTM      | +26.010   | 3      |
| 14  | Isaac Viñales       | SAG Team                       | Kalex    | +31.769   | 2      |
| 15  | Andrea Locatelli    | Italtrans Racing Team          | Kalex    | +33.264   | 1      |
| 16  | Luca Marini         | SKY Racing Team VR46           | Kalex    | +33.828   | 0      |
| 17  | Tetsuta Nagashima   | IDEMITSU Honda Team Asia       | Kalex    | +48.603   | 0      |
| 18  | Steven Odendaal     | NTS RW Racing GP               | NTS      | +50.651   | 0      |
| 19  | Romano Fenati       | Marinelli Snipers Team         | Kalex    | +51.594   | 0      |
| 20  | Hector Barbera      | Pons HP40                      | Kalex    | +53.070   | 0      |
| 21  | Stefano Manzi       | Forward Racing Team            | Suter    | +53.260   | 0      |
| 22  | Fabio Quartararo    | MB Conveyors - Speed Up Racing | Speed Up | +56.979   | 0      |
| 23  | Simone Corsi        | Tasca Racing Scuderia Moto2    | Kalex    | +59.266   | 0      |
| 24  | Khairul Idham Pawi  | IDEMITSU Honda Team Asia       | Kalex    | +1'10.121 | 0      |
| 25  | Joe Roberts         | NTS RW Racing GP               | NTS      | +1'12.051 | 0      |
| 26  | Zulfahmi Khairuddin | SIC Racing Team                | Kalex    | +1'32.993 | 0      |
| 27  | Federico Fuligni    | Tasca Racing Scuderia Moto2    | Kalex    | +1'33.218 | 0      |
| 28  | Bo Bendsneyder      | Tech 3 Racing                  | Tech 3   | +1'36.078 | 0      |
| 29  | Eric Granado        | Forward Racing Team            | Suter    | +1'38.951 | 0      |

### Classificação Moto3
| Pos | Piloto                 | Equipe                    | Moto  | Tempo     | Pontos |
| --- | ---------------------- | ------------------------- | ----- | --------- | ------ |
| 1   | Marco Bezzecchi        | Redox PruestelGP          | KTM   | 41'43.822 | 25     |
| 2   | Aron Canet             | Estrella Galicia 0,0      | Honda | +4.689    | 20     |
| 3   | Fabio Di Giannantonio  | Del Conca Gresini Moto3   | Honda | +4.963    | 16     |
| 4   | Enea Bastianini        | Leopard Racing            | Honda | +5.818    | 13     |
| 5   | Adam Norrodin          | Petronas Sprinta Racing   | Honda | +9.112    | 11     |
| 6   | Alonso Lopez           | Estrella Galicia 0,0      | Honda | +13.349   | 10     |
| 7   | Lorenzo Dalla Porta    | Leopard Racing            | Honda | +13.925   | 9      |
| 8   | Niccolò Antonelli      | SIC58 Squadra Corse       | Honda | +14.363   | 8      |
| 9   | Gabriel Rodrigo        | RBA BOE Skull Rider       | KTM   | +16.573   | 7      |
| 10  | Tony Arbolino          | Marinelli Snipers Team    | Honda | +24.299   | 6      |
| 11  | Jorge Martin           | Del Conca Gresini Moto3   | Honda | +25.373   | 5      |
| 12  | Marcos Ramirez         | Bester Capital Dubai      | KTM   | +26.060   | 4      |
| 13  | Andrea Migno           | Angel Nieto Team Moto3    | KTM   | +26.376   | 3      |
| 14  | Jakub Kornfeil         | Redox PruestelGP          | KTM   | +26.488   | 2      |
| 15  | Livio Loi              | Reale Avintia Academy     | KTM   | +26.537   | 1      |
| 16  | Ayumu Sasaki           | Petronas Sprinta Racing   | Honda | +29.252   | 0      |
| 17  | John Mcphee            | CIP - Green Power         | KTM   | +32.937   | 0      |
| 18  | Nakarin Atiratphuvapat | Honda Team Asia           | Honda | +33.892   | 0      |
| 19  | Kaito Toba             | Honda Team Asia           | Honda | +37.665   | 0      |
| 20  | Kazuki Masaki          | RBA BOE Skull Rider       | KTM   | +38.202   | 0      |
| 21  | Tatsuki Suzuki         | SIC58 Squadra Corse       | Honda | +1'02.305 | 0      |
| 22  | Darryn Binder          | Red Bull KTM Ajo          | KTM   | +1'17.384 | 0      |
| 23  | Philipp Oettl          | Sudmetal Schedl GP Racing | KTM   | +1'36.986 | 0      |
| 24  | Makar Yurchenko        | CIP - Green Power         | KTM   | 1 volta   | 0      |